# Шендрик Людмила Карпівна
Людмила Карпівна Шендрик (8 серпня 1919, місто Ніжин, тепер Чернігівської області — ?) — українська радянська комсомольська і профспілкова діячка, секретар ЦК ЛКСМУ, секретар Української республіканської ради професійних спілок.

## Життєпис
До літа 1941 року була студенткою. З 1941 до 1942 року працювала на механічному заводі в місті Гур'єві Казахської РСР.
У 1943 році закінчила Об'єднаний український державний університет у місті Кзил-Орді Казахської РСР.
Член ВКП(б).
З 1944 до 1945 року — вчителька, комсомольський працівник у місті Конотопі Сумської області.
З 1945 року перебувала на відповідальній комсомольській роботі.
На 1947 і до лютого 1949 року — завідувач відділу студентської молоді ЦК ЛКСМУ.
У лютому 1949 — жовтні 1953 року — секретар ЦК ЛКСМУ по роботі серед шкільної молоді та піонерів.
На 1958—1980 роки — секретар Української республіканської ради професійних спілок.
Одночасно, з 1950-х років — заступник голови правління Українського відділення Товариства радянсько-китайської дружби.
Подальша доля невідома.

## Нагороди
- два ордени Трудового Червоного Прапора (28.10.1948, 1971)
- три ордени «Знак Пошани» (23.01.1948, 7.03.1960, 22.02.1967)
- медалі
- Почесна грамота Президії Верховної Ради Української РСР
- Заслужений працівник культури Української РСР (.08.1967)